# Шелепин, Леонид Александрович
Леони́д Алекса́ндрович Шеле́пин (2 июля 1930, Москва, СССР — 7 мая 2006, Москва, Россия) — советский и российский физик, публицист, доктор физико-математических наук, профессор, главный научный сотрудник Физического института им. П. Н. Лебедева РАН (ФИАН).

## Биография
Окончил физический факультет МГУ, в 1962 года защитил кандидатскую диссертацию, в 1970 году — докторскую. Л. А. Шелепин — специалист в области теоретической физики (математическая физика, физическая кинетика, физика лазеров, физика атмосферы, молекулярная спектроскопия, физика твердого тела, синергетика), автор более 350 научных работ, 10 изобретений, 8 книг.
С конца 1987 года участвовал в организации экологического движения в Москве с целью сохранения зеленых насаждений города от планируемых вырубок. Состоял в руководстве обществами защиты Битцевского лесопарка и Тимирязевского леса.
В 1990-е годы, наряду с проблемами теоретической физики, Л. А. Шелепин занимался применениями методов точных наук в общественных науках, в частности в экономике, философии, прогнозировании, а также проблемами общественного развития (социального прогнозирования). В этой области работал в соавторстве с В. А. Лисичкиным.

## Основные работы
По проблемам физики
- Ф. Х. Мирзоев, В. Я. Панченко, Л. А. Шелепин «Лазерное управление процессами в твердом теле» (1996)
- Я. А. Смородинский, А. Л. Шелепин, Л. А. Шелепин «Групповые и вероятностные основы квантовой теории» (1992)
- В. Д. Вайнштейн, Л. А. Шелепин «Нелинейные методы спектрального анализа» (1986)
- В. П. Карасев, Л. А. Шелепин «Принципы современной математической физики» (1984)
- Шелепин Л. А. Солнечная активность и Земля. — М.: Знание, 1980
- В. Е. Чертопруд, В. И. Коган, Л. А. Шелепин, Н. В. Карлов, С. А. Ахманов, С. И. Яковленко, С. М. Рытов, С. С. Филиппов, Ф. В. Бункин «Памяти Льва Иосифовича Гудзенко» (1979)
- И. М. Лизин, Л. А. Шелепин «Теория колебаний плазмы для начинающих» (1976)
- Л. А. Шелепин «Метод теории групп в квантовой механике» (1975)
- Л. А. Шелепин «Теоретико-групповые методы в физике твердого тела» (1975)
- Л. А. Шелепин, Л. И. Гудзенко, С. И. Яковленко «Усиление в рекомбинирующей плазме (плазменные лазеры)» (1974)
- Л. А. Шелепин «Новые книги по атомной спектроскопии» (1974)
- Л. А. Шелепин, Я. А. Смородинский «Коэффициенты Клебша — Гордана с разных сторон» (1972)

По проблемам глобализации
- Лисичкин В. А., Шелепин Л. А. Глобальная империя Зла.
- Лисичкин В. А., Шелепин Л. А. Россия под властью плутократии. История чёрного десятилетия
- Лисичкин В. А., Шелепин Л. А. Третья мировая (информационно — психологическая) война
- Лисичкин В. А., Шелепин Л. А. , Боев Б. В. Закат цивилизации или движение к ноосфере. Экология с разных сторон. М.: ИЦ Гарант, 1997